# Paolo Maffei
Paolo Maffei (Arezzo, 2 gennaio 1926 – Foligno, 1º marzo 2009) è stato un astrofisico italiano.
Astronomo di fama internazionale, fu tra i pionieri della ricerca nell'astronomia dell'infrarosso. Nel 1968 scoprì, proprio mediante l'analisi all'infrarosso, due galassie, altrimenti non osservabili poiché la loro luce nelle frequenze del visibile è trattenuta dalle polveri che caratterizzano il piano della Via Lattea, a cui venne dato il suo nome: Maffei 1 (una galassia che, se direttamente osservabile, diverrebbe uno degli oggetti più visibili del cielo) e Maffei 2. Le due galassie sono le principali costituenti dell'insieme noto come Gruppo di galassie di Maffei 1.

## Biografia
Nato da una nota famiglia folignate, almeno fino agli studi universitari visse sempre a Foligno, da cui poi, per ragioni professionali, fu spesso lontano.
Conseguì la laurea a Firenze nel 1952, dopodiché lavorò negli osservatori di Arcetri, Bologna, Asiago, Amburgo e Catania, dedicandosi soprattutto allo studio del Sole, delle comete, delle nebulose e delle stelle variabili.
Dal 1963 al 1975 insegnò all'Università "La Sapienza" di Roma, nel 1975 fu nominato direttore dell'Osservatorio astrofisico dell'Università degli Studi di Catania, dal 1980 ricoprì l'incarico di professore ordinario di Astrofisica presso il dipartimento di Fisica dell'Università degli Studi di Perugia. Nel 1987 fondò l'Associazione Astronomica Umbra.
Morì a 83 anni a Foligno la mattina del 1º marzo 2009.

## Onorificenze
Gli è stato dedicato un asteroide: 18426 Maffei .
Nel 2002 ha ricevuto il Premio GB Lacchini.
Gli è stata intitolata un'associazione di astrofili.

## Pubblicazioni
- Al di là della Luna, Milano, Edizioni scientifiche e tecniche Mondadori, 1973
- I mostri del cielo, Milano, Edizioni scientifiche e tecniche Mondadori, 1976
- L'universo nel tempo, Milano, Edizioni scientifiche e tecniche Mondadori, 1982
- La cometa di Halley, Milano, Edizioni scientifiche e tecniche Mondadori, 1984
- La cometa di Halley. Dal passato al presente, Milano, Edizioni scientifiche e tecniche Mondadori, 1987
- A cura di Paolo Maffei, Giuseppe Settele, il suo diario e la questione galileiana - Foligno, Ediz.dell'Arquata - 1987